# Vincenzo Demetz
Pour les articles homonymes, voir Demetz.
Vincenzo Demetz (10 octobre 1911 - 24 novembre 1990) est un ancien fondeur italien.

## Championnats du monde
- Championnats du monde de ski nordique 1937 à Chamonix 
  -  Médaille de bronze sur 50 km.
  -  Médaille de bronze en relais 4 × 10 km.